# M4 Sport
M4 Sport este un canal TV maghiar deținut de Televiziunea Maghiară, acest canal s-a înființat pe 18 iulie 2015 după ce M1 a devenit un canal de știri pe 15 martie 2015.
Canalul sportiv emite în HD.